# 鏈蛇鱔
鏈蛇鱔（學名：Echidna catenata），又稱鏈蝮鯙，為輻鰭魚綱鰻鱺目鯙亞目鯙科的其中一種，分布於西大西洋區，從美國佛羅里達州至巴西；東大西洋的維德角群島及亞松森群島海域，棲息深度可達12公尺，體長可達165公分，為底棲性魚類，生活在珊瑚礁、岩礁區、潮池等淺水域，單獨活動，屬肉食性，以魚類及甲殼類為食，可作為食用魚及觀賞魚。

## 擴展閱讀
維基物種上的相關：鏈蛇鱔